# Abuelas de Plaza de Mayo
La Asociación Civil Abuelas de Plaza de Mayo es una organización de derechos humanos argentina que tiene como finalidad localizar y restituir a sus legítimas familias todos los bebés y niños apropiados por la última dictadura militar (1976-1983), crear las condiciones para prevenir la comisión de ese crimen de lesa humanidad y obtener el castigo correspondiente para todos los responsables. Está presidida por Estela de Carlotto y tiene su sede central en Buenos Aires y filiales en Mar del Plata, La Plata, Rosario y Córdoba. Hasta enero del año 2025, la Organización ha restituido la identidad de 140 personas.
Han sido nominadas en cinco ocasiones al Premio Nobel de la Paz entre el 2008 y el 2012, y nuevamente en 2018.
El 14 de septiembre de 2011 recibieron el premio Félix Houphouët-Boigny, otorgado por la Unesco, por su trabajo en materia de Derechos Humanos.
El 24 de marzo de 1976 se instaló en Argentina una dictadura autodenominada Proceso de Reorganización Nacional (1976-1983), que estableció una metodología de eliminación masiva de opositores, que ha sido considerada judicialmente como un genocidio, durante el cual fueron detenidas-desaparecidas miles de personas, con utilización en gran escala de centros clandestinos de detención (CCD) donde se procedía a su tortura, asesinato y desaparición de los cuerpos.
En ese contexto los hijos de las detenidos-desaparecidos fueron tratados por las fuerzas represivas como "botín de guerra", para lo cual se planificó detalladamente, incluso por escrito, un sistema de detención de embarazadas, partos clandestinos, falsificación de identidades y simulación de adopciones, con el fin de apropiarse de los niños. De esa manera alrededor de quinientos niños fueron apropiados y privados de su identidad, y en muchos casos llevados a vivir con personas que creían sus padres y que en realidad fueron autores, partícipes o encubridores del asesinato de sus verdaderos padres.

Reteniendo a los niños nacidos en cautividad y entregándolos posteriormente como «botín de guerra» se afirmaba el poder del Estado patriarcal militar sobre un aspecto característico de la identidad femenina, la maternidad. Con la supresión de la madre, se quebranta el lazo humano fundamental, y esto robustece la creencia de que el Estado militar controla todo sin oposición. Ser capaz de atacar a la vida en sus propias raíces muestra al poder militar como absoluto e inmutable. Esta «reorganización», considerada necesaria por los militares para «salvar» a la sociedad argentina, exigía que los hijos de los «subversivos» fueron apartados de los suyos para ser otorgados a «buenas familias» (o sea, familias de militares o de clase alta) (Suárez y Orozco, 1987).
Ramón Camps, jefe de la policía de la provincia de Buenos Aires, donde cantidades de niños y niñas fueron secuestrados, decía: «Personalmente yo no eliminé a ningún chico, lo que hice fue dar algunos a organizaciones benéficas para que les encontraran nuevos padres. Los subversivos educan a sus hijos en la subversión. Por ello esto debía detenerse» (citado por Barki, 1988, pág. 241).
Rita Arditi y M. Brinton Lykes

## El inicio de las Abuelas de Plaza de Mayo
El golpe de Estado del 24 de marzo de 1976 estableció un régimen terrorista que tuvo como eje la desaparición forzada de los opositores y la imposición de un sentimiento generalizado de miedo destinado a paralizar cualquier reclamo; el solo hecho de preguntar por el paradero de un familiar detenido-desaparecido era arriesgado y podía resultar a su vez en la detención-desaparición propia. En ese momento la situación de indefensión e impotencia de los familiares de las personas desaparecidas era extrema, ya que ninguna democracia del mundo, ni la Iglesia católica, de gran influencia en el país, o las organizaciones internacionales humanitarias, estaba dispuesta a condenar a la Dictadura Militar y, por el contrario, en algunos casos cooperaban con la represión ilegal. Tampoco era posible recurrir al sistema judicial, ya que los jueces argentinos rechazaban sistemáticamente los recursos de habeas corpus.

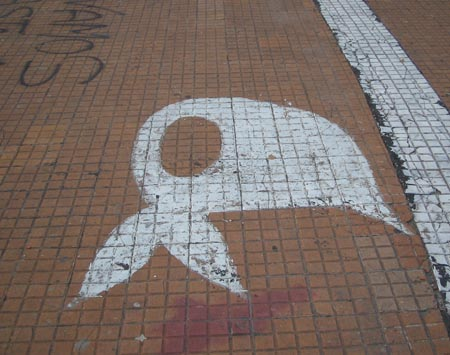
El pañuelo blanco, símbolo de las Madres y las Abuelas de Plaza de Mayo. La foto reproduce el dibujo realizado en el área de la ronda a la pirámide de Plaza de Mayo, declarado sitio histórico.

En esas condiciones un grupo de madres, padres y familiares de desaparecidos iniciaron un movimiento de resistencia no violenta.

Tenemos que ir directamente a la Plaza de Mayo y quedarnos allí hasta que nos den una respuesta.

 El 30 de abril de 1977 abuelas y familiares comenzaron a marchar cada jueves alrededor de la Pirámide de Mayo, en la plaza del mismo nombre, situada frente a la casa de gobierno. Inicialmente se reconocían entre sí llevando un pequeño clavo; luego las mujeres decidieron cubrirse el cabello con un paño de tela blanco. El grupo recibió rápidamente el nombre de Madres de Plaza de Mayo y por su sola presencia comenzó a ejercer presión nacional e internacional con el objeto de conocer el destino de las personas que desaparecían en la Argentina.
Casi al mismo tiempo, el 15 de mayo, María Eugenia Casinelli (consuegra del poeta Juan Gelman) y otras once abuelas firmaban un habeas corpus colectivo en forma de carta, dirigida a la justicia de Morón, en el que hacían saber la existencia de bebés desaparecidos y solicitaban que se suspendiesen todas las adopciones. La carta ha sido considerada documento histórico y antecedente inmediato de la constitución de las Abuelas de Plaza de Mayo a fines de ese año. Un fragmento de la misma dice:

[...] los bebés de nuestros hijos desaparecidos o muertos en estos últimos dos años. Algunas de estas criaturas han nacido de sus madres en cautiverio. Otra fue sacada de su hogar, que fue destruido. Hasta ahora todos nuestros esfuerzos han sido vanos. Las criaturas no han sido reintegradas a sus hogares, a sus familias. No sabemos ya qué hacer... Últimamente ha llegado a nuestro conocimiento que algunos abuelos han podido localizar a sus nietos en tribunales de menores o por su intermedio. Por eso nos permitimos rogarle quiera tener a bien interesarse en la lista de bebés desaparecidos que adjuntamos, por si ustedes tuvieran noticias de alguno de ellos.

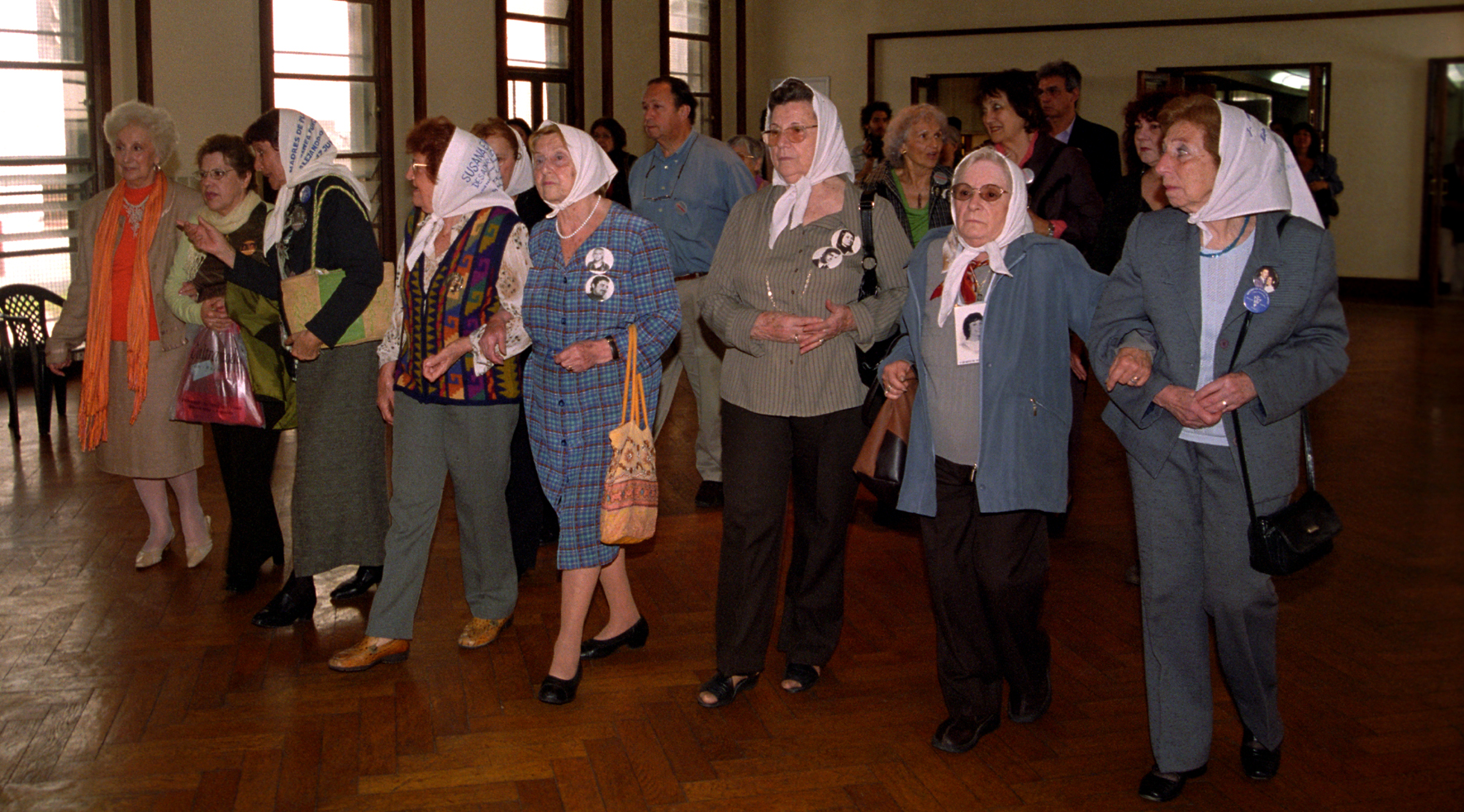
Día de la recuperación de la ESMA para realizar el Espacio Memoria y Derechos Humanos.

En septiembre de 1977 Alicia Licha Zubasnabar comenzó a asistir junto con su esposo y Hebe de Bonafini a las rondas de las Madres de Plaza de Mayo, buscando a un hijo, una hija embarazada, su nuera y su yerno. Al mismo tiempo, otra madre-abuela, Chicha Chorobik de Mariani (1923-2018), había comenzado a buscar a otras madres de desaparecidos que, como ella, tuvieran también nietos pequeños desaparecidos. Mariani había sido impulsada a agruparse con otras abuelas por Lidia Pegenaute, una abogada que se desempeñaba como asesora de menores en los tribunales de La Plata y que le entregó la dirección de Licha Zubasnabar para que fuera a verla.
La Dra. Pegenaute, fue uno de los casos excepcionales de funcionarios del poder judicial, que colaboraron genuinamente con los familiares de desaparecidos.
En los últimos meses del año, Chicha Mariani fue a buscar a Licha Zubasnabar a su casa de La Plata:

El día que conocí a Alicia ella estaba con un salto de cama rosado y ordenaba su casa. Empezamos a charlar y perdimos la noción del tiempo. Ese día empecé a descubrir lo que realmente estaba pasando y a entender que la búsqueda debía hacerse de otra manera, que no había un solo niño desaparecido sino por lo menos dos. Y si había dos, ¿cuántos más podrían ser? Por primera vez tuve la horrorosa sensación de que no encontrábamos a los niños porque no nos los querían entregar.
Chicha Mariani

Ese día Licha Zubasnabar invitó a Chicha Mariani a sumarse a la acción que las Madres de Plaza de Mayo estaban preparando con motivo de la visita a la Argentina del Secretario de Estado de los Estados Unidos Cyrus Vance.
Simultáneamente, Licha Zubasnabar comenzó a preguntar, entre las Madres de Plaza de Mayo, quienes buscaban también nietos, para comenzar a una acción conjunta destinada a recuperarlos.
El 21 de noviembre las Madres de Plaza de Mayo irrumpieron en la ceremonia oficial para entregarle al alto funcionario estadounidense, cada una un resumen de sus hijos y nietos desaparecidos. Fue la primera vez que estuvieron juntas las doce abuelas consideradas fundadoras.

Licha [Alicia Zubasnabar de De la Cuadra] buscó a las otras abuelas que ya conocía de la Plaza de Mayo, nos reunimos y decidimos empezar a trabajar juntas. Éramos 12 en ese momento. A mí me asombró verlas con tanta serenidad; yo era un guiñapo, un llanto continuo, las veía a ellas tan serenas y decía ’tengo que ser como ellas’. Primero nos dimos a conocer como «Abuelas Argentinas con Nietitos Desaparecidos». Pero fuimos creciendo, la gente empezó a conocernos y a llamarnos las "Abuelas de Plaza de Mayo".
Chicha Mariani

### Las doce primeras

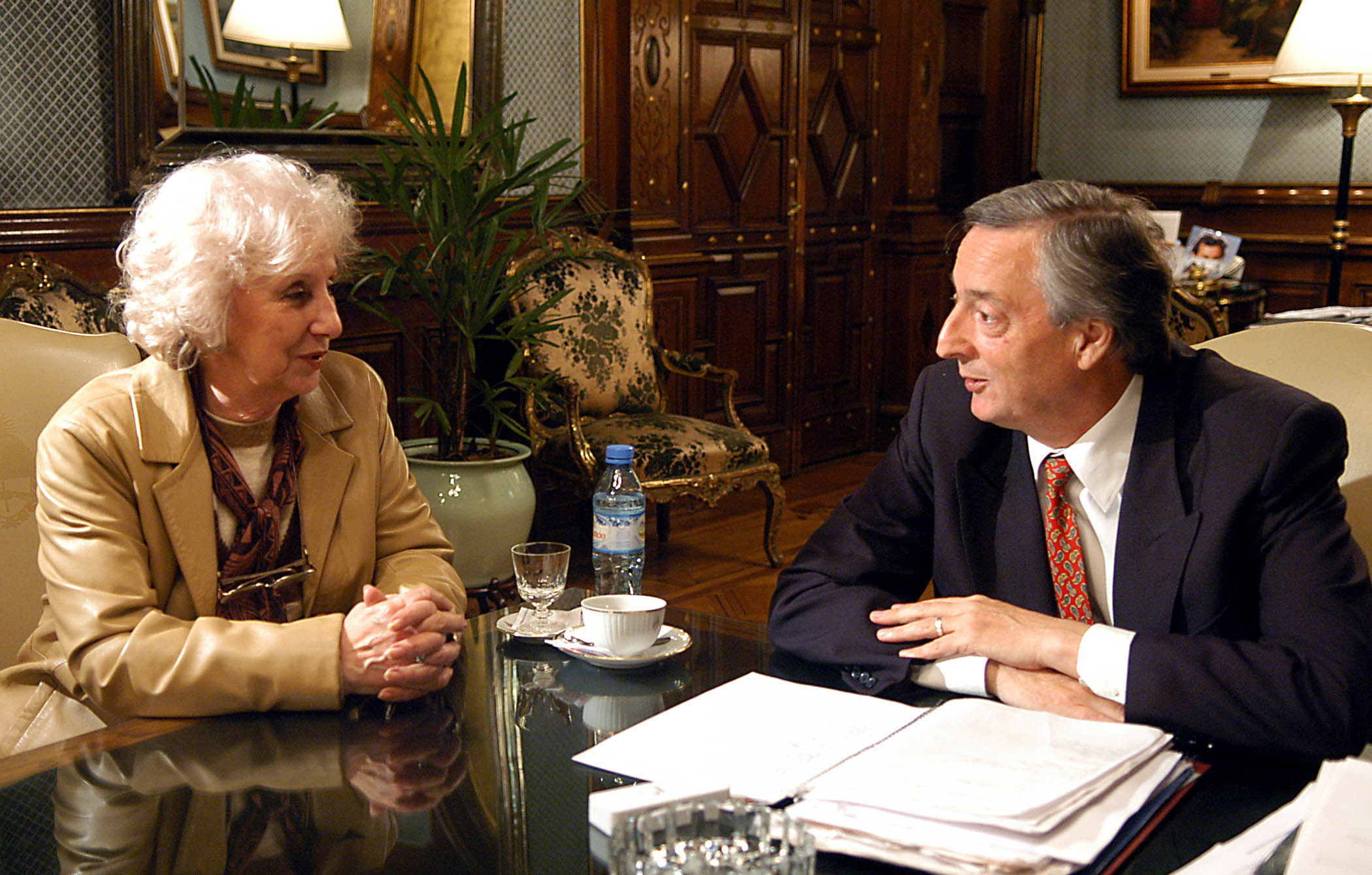
Estela Barnes de Carlotto y Néstor Kirchner en Casa Rosada, Buenos Aires (2006).

Las fundadoras de las Abuelas de Plaza de Mayo fueron doce madres-abuelas de desaparecidos, que tenían entonces una edad entre los 50 y los 60 años:
- Mirta Acuña de Baravalle
- Beatriz H. C. Aicardi de Neuhaus
- María Eugenia Casinelli de García Irureta Goyena
- Eva Márquez de Castillo Barrios
- Chicha Mariani
- Delia Giovanola de Califano
- Clara Jurado
- Leontina Puebla de Pérez
- Raquel Radio de Marizcurrena
- Vilma Delinda Sesarego de Gutiérrez
- Haydee Vallino de Lemos
- Alicia Licha Zubasnabar de De la Cuadra

Inicialmente adoptaron el nombre de Abuelas Argentinas con Nietitos Desaparecidos y Licha Zubasnabar fue reconocida como la primera presidenta del grupo; en 1980 terminaron aceptando la denominación por la que ya eran conocidas, Abuelas de Plaza de Mayo.
Este subgrupo de Las Madres comprendió que la situación de los niños apropiados por las fuerzas de seguridad era diferente de la de sus progenitores desaparecidos y que se precisaban estrategias y metodologías específicas para recuperarlos. «Buscar a los nietos sin olvidar a los hijos», fue la consigna que las agrupó.

Es por la misma época, cabe señalar, que en el grupo de las Madres de la Plaza de Mayo se organizó un subgrupo, el de las Abuelas, madres por partida doble, quienes realizan una tarea esencial respecto de los bebés. Se dedican a los niños que fueron secuestrados junto con sus padres y no han reaparecido, y a las jóvenes que, secuestradas estando embarazadas, se supone han dado a luz en prisión. Es decir que esas madres, por el testimonio que llevan, representan mucho, no solamente para la Argentina, sino para el mundo entero.
Adolfo Pérez Esquivel, premio nobel de la paz 1980.

Una de las características esenciales de las Abuelas de Plaza de Mayo, al igual que Las Madres, fue la de organizarse básicamente como grupo de mujeres. Eso no significó que los abuelos, y en general otros varones y mujeres no colaborasen con la Asociación, pero la dirección y la representación recayeron siempre sobre mujeres que tenían nietos desaparecidos.

Cuando en los primeros momentos desaparecían las personas y se empezaba a trabajar, en la Plaza de Mayo había hombres, mujeres, jóvenes, un poco de todo. En el caso nuestro es que yo me pude jubilar y dedicarme, pero mi marido tenía que seguir trabajando para mantener la casa. Él me espera, me apoya, me tiene paciencia, me alentaba y me sigue alentando. Pero hay otra cuestión que es la visceral: la de mujer, la de madre, que nos impide dejar de hacer todo lo que tenemos que hacer para seguir buscando. También es cierto que muchos hombres se resintieron en su salud y se murieron. La mayoría de las abuelas son viudas... Y que para los militares el hombre era más peligroso. «¡Déjenlas a esas lloronas viejas locas!, ya se van a cansar». Si hubieran adivinado que íbamos a persistir para siempre nos hubiesen secuestrado en mayor número.
Estela B. de Carlotto

La constitución de las Abuelas de Plaza de Mayo no tuvo un momento preciso ni un acto formal. Fue un proceso de confluencias entre mujeres buscando nietos. Así se formó un núcleo inicial de doce abuelas, que comenzaron a reunirse de manera sistemática, desde fines de 1977. Las Abuelas de Plaza de Mayo han adoptado como fecha de su creación, el lunes 22 de octubre de 1977; sin embargo ellas mismas aclaran que la fecha es simbólica y que se trató de «un desbarajuste de la memoria» que las llevó a confundir el día en que le entregaron sus notas a Cyrus Vance.

## Actuación durante la dictadura

### Terror local, indiferencia mundial
Las abuelas se fueron constituyendo progresivamente como una organización. En los primeros meses hubo arduas discusiones entre las Madres de Plaza de Mayo sobre la conveniencia o no de que las abuelas se organizaran formalmente como grupo diferenciado.
Sin embargo la búsqueda de los nietos requería una serie de actividades específicas (recorrida de casas-cuna y orfanatos, trámites antes los jueces de menores, investigación de los casos de adopción conocidos) que las llevó naturalmente a reunirse, coordinar acciones y, finalmente, a presentarse como Abuelas.

A mediados del año '77, ya éramos muchas en la Plaza, ya caminábamos de a dos o tres alrededor del mástil, cuando una de las actuales Abuelas, Eva (Eva Márquez de Castillo Barrios) me pide que me aparte del grupo para conversar sobre los chiquitos nacidos en cautiverio. Porque ya no podíamos buscar a los chiquitos en Tribunales sino que teníamos que buscarlos en Casa Cuna, en orfanatos, en jueces de Menores. En la misma forma que Eva me separa a mí, fuimos señalándonos unas con otras las que éramos abuelas porque ya sabíamos que nuestros nietos habían nacido, suponíamos. Y empezaron las reuniones de Abuelas en forma clandestina. ¿Dónde nos reuníamos, cómo nos reuníamos? Empezó siendo, creo que la primerísima vez fue en una confitería que había en un entrepiso en Retiro. Ahí nos juntamos todas. Teníamos un motivo en común para reunirnos que era la búsqueda de nuestros nietos.
Delia Giovanola de Califano

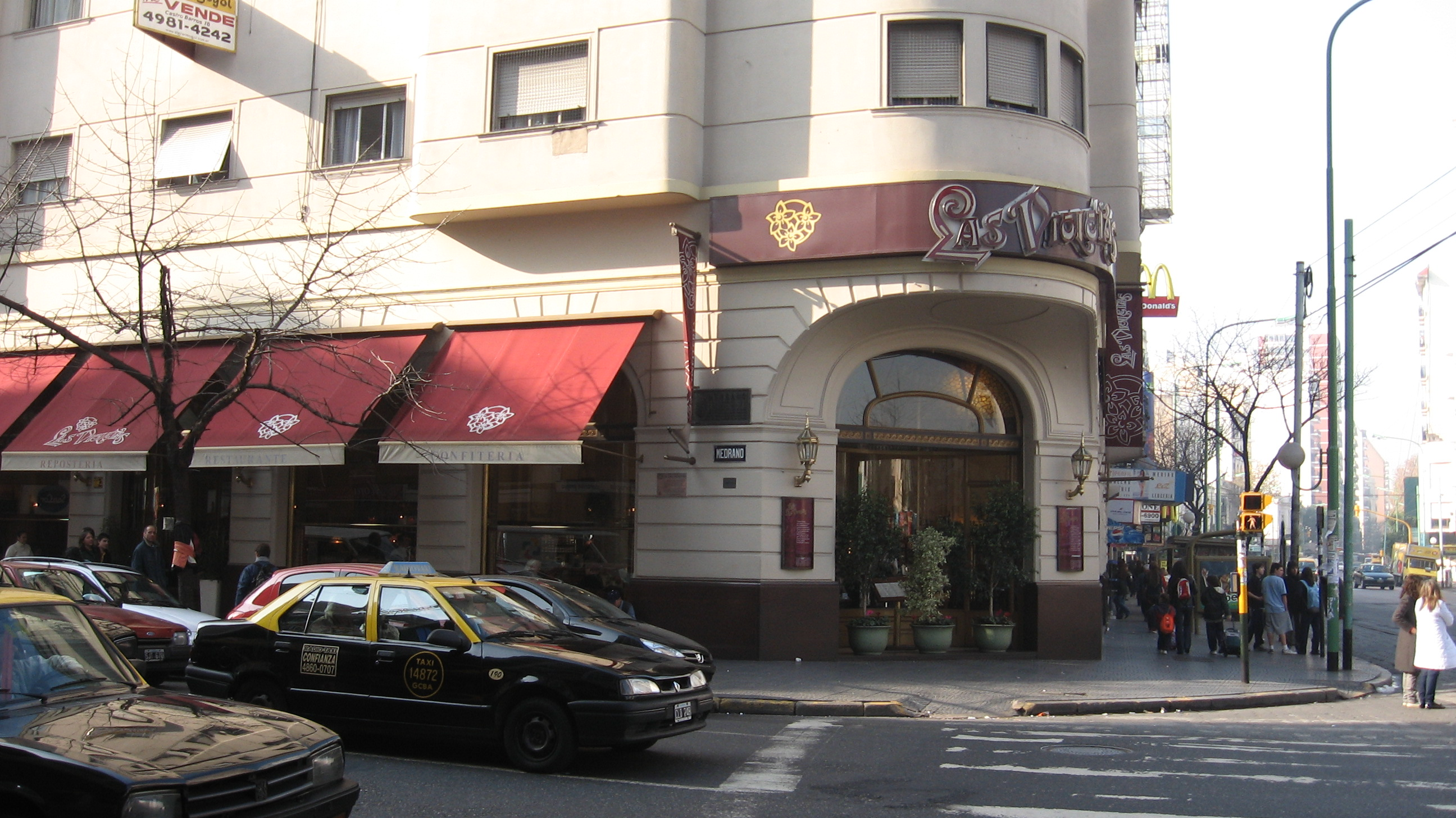
Para reunirse sin llamar la atención, las abuelas simulaban cumpleaños en bares y confiterías, como Las Violetas, ubicada en avenida Rivadavia y Medrano, en la ciudad de Buenos Aires. Aprendieron a simular sonrisas y cantaban el «feliz cumpleaños» mientras intercambiaban regalos (e información) mirando hacia los costados para ver si no las seguían.

Comenzaron a reunirse en iglesias o confiterías tradicionales de Buenos Aires, como la Richmond, la London, Las Violetas o el Tortoni, aparentando ser mujeres mayores tomando el té o celebrando el cumpleaños de alguna. También mantuvieron algunos encuentros en la parada El Palenque del Parque Pereyra Iraola, en la ruta de Buenos Aires hacia La Plata, simulando realizar picnics, en un lugar de esparcimiento masivo popular.
Se trataba de personas sin ninguna experiencia en actividades políticas u organizativas, ni conocimientos sobre los mecanismos institucionales nacionales e internacionales, que intentaban actuar prácticamente sin apoyos internos ni externos, en un medio en el que no existía el más mínimo respeto a los derechos humanos.

Éramos simples amas de casa. La mayoría de nosotras nunca había hecho nada fuera de su hogar. Yo ni siquiera sabía como tomar un colectivo (bus) sola. No estaba acostumbrada a salir de mi casa sin mi esposo. Incluso ahora pienso que no podría hacer las cosas que hice.
Haydee de Lemos

La tarea inicial, como ya venían haciendo las Madres de Plaza de Mayo, fue armar un resumen escrito presentado en carpetas, de cada uno de sus familiares desaparecidos, destacando la condición de embarazada de sus hijas o nueras, o la desaparición de sus nietos. Algunas, que habían recibido noticias sobre el nacimiento de sus nietos, pusieron también las fechas estimadas de nacimiento, el sexo y en algunos casos, los nombres y hasta las fotos de los bebés desaparecidos, para ser presentadas a organizaciones nacionales e internacionales, con el fin de solicitar ayuda humanitaria.
Pero probablemente lo más notable de las Abuelas de Plaza de Mayo haya sido la tarea investigativa directa que encararon y organizaron, para establecer la suerte y paradero de sus nietos. Actuando como si fueran detectives, ellas mismas organizaron sin medios, un sistema de inteligencia coordinado, recorriendo los juzgados de menores, orfanatos y casas cuna, buscando incoherencias en las adopciones o nacimientos extraños de la época, observando a las familias sospechosas de haberse apropiado de sus nietos, tomando fotos de los niños en jardines de infantes y escuelas, etc. Toda esa información era compartida, analizada de manera sistemática en grupo y registrada. Poco a poco comenzaron a recibir también —y siguen recibiendo— denuncias y datos que la población les hacía llegar, como una manera de colaborar en la tarea de ubicación de los pequeños. Las Abuelas (y las Madres) crearon así una amplísima red de recolección informal de datos que llegó hasta los lugares más imprevistos.
Entre el 8 y el 10 de diciembre de 1977 fueron secuestradas y desaparecidas doce personas vinculadas a las Madres de Plaza de Mayo, entre ellas su fundadora Azucena Villaflor y las monjas francesas Alice Domon y Léonie Duquet; la mayoría de ellas fueron secuestradas directamente de la Iglesia de la Santa Cruz. En una investigación que llevó décadas, se descubrió que las mismas fueron llevadas a La Esma, torturadas y arrojadas vivas al mar desde un avión.
En ese marco la mayoría de los jueces adoptaron una actitud de colaboración con el secuestro y desaparición de los niños y la supresión de su identidad, omitiendo investigar sus orígenes y facilitando las adopciones. En uno de los casos más extremos, la jueza Marta Delia Pons recibió al niño Emiliano Ginés, y aún conociendo la identidad del menor, decidió no informar a la familia sobre su situación y ordenó internarlo en la Casa-Cuna donde murió el 1 de septiembre de 1978.
La jueza Marta Delia Pons, en 1978, expresó a las Abuelas de Plaza de Mayo sus ideas sobre la suerte que debían correr los hijos de los hijos de las personas detenidas-desaparecidas:

Estoy convencida que sus hijos eran terroristas, y terrorista es sinónimo de asesino. A los asesinos yo no pienso devolverles los hijos porque no sería justo hacerlo. No tienen derecho a criarlos. Tampoco me voy a pronunciar por la devolución de los niños a ustedes. Es ilógico perturbar a esas criaturas que están en manos de familias decentes que sabrán educarlos como no supieron hacer ustedes con sus hijos. Sólo sobre mi cadáver van a obtener la tenencia de esos niños.
Marta Delia Pons, jueza de Menores.

Las Abuelas solicitaron apoyo a todos los líderes de los principales partidos políticos de Argentina, entre ellos Ricardo Balbín de la Unión Cívica Radical, Ítalo Luder del Partido Justicialista y Oscar Alende del Partido Intransigente; los dos primeros evitaron comprometerse atribuyendo la responsabilidad al accionar de los grupos guerrilleros, y el último se negó a recibirlas.
Ante la evidencia de que se habían anulado todos los procedimientos e instituciones capaces de proteger a los niños, las Abuelas de Plaza de Mayo decidieron recurrir a la ayuda humanitaria internacional. El primer pedido de ayuda humanitaria fue dirigido a la Iglesia católica. En enero de 1978 las Abuelas le solicitaron al Papa Pablo VI su intervención humanitaria en la cuestión de los bebés desaparecidos; el Papa, sin embargo, no respondió la solicitud ni realizó gestión alguna.
Solicitudes similares fueron luego realizadas a la Corte Suprema de Justicia de la Nación, la Conferencia Episcopal Argentina, UNICEF y la Cruz Roja.
En todos los casos esas instituciones guardaron silencio o rechazaron la petición y permanecieron inactivas.

### Primeros resultados

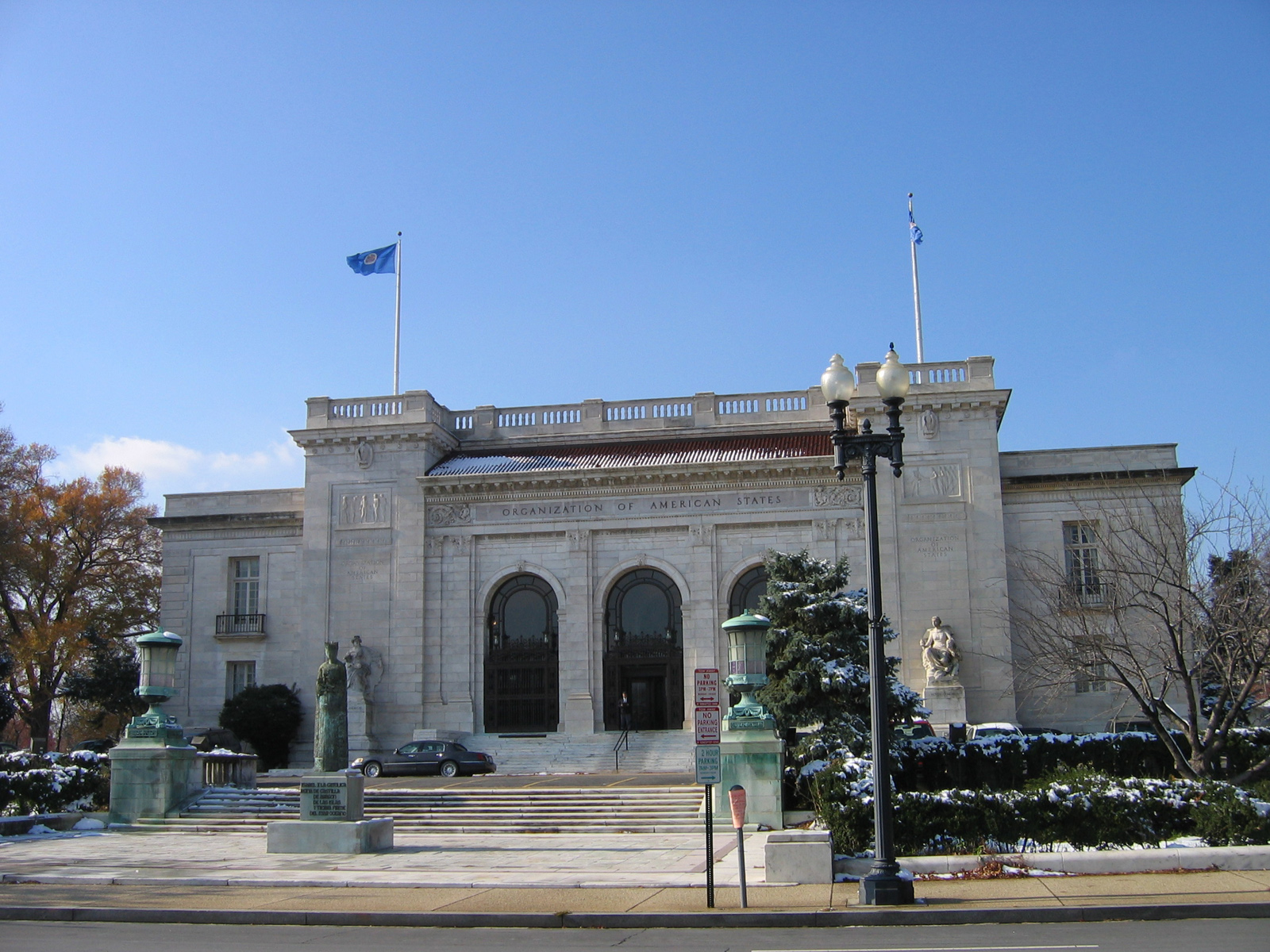
Sede de la Organización de Estados Americanos: su Comisión Interamericana de Derechos Humanos (CIDH) fue el primer organismo oficial en intervenir, visitando la Argentina en 1979 y emitiendo un informe sumamente crítico sobre los derechos humanos en ese país.

En noviembre de 1977 las Abuelas presentaron su petición ante la Organización de Estados Americanos (OEA) y por primera vez se dio curso al reclamo, dando intervención a la Comisión Interamericana de Derechos Humanos (CIDH). Ese mismo mes y pese al terror imperante, el tradicional diario de la comunidad británica en la Argentina, el Buenos Aires Herald, dirigido por Robert Cox, publicó una carta de lectores de las Abuelas de Plaza de Mayo, dando a conocer que había niños desaparecidos en el país.
Las organizaciones de derechos humanos siempre han reconocido el valor que demostró Cox en aquel momento y la importancia que tuvieron sus publicaciones en un momento en que nadie en el mundo estaba dispuesto a denunciar las violaciones de derechos humanos en la Argentina.
También en abril de 1978, las Abuelas tomaron la costumbre de concurrir a la localidad de San Miguel, en el conurbano de Buenos Aires, donde se realizaban anualmente las reuniones la Conferencia Episcopal Argentina. Durante varios años le otorgaron máxima prioridad a buscar el apoyo de la Iglesia católica, hasta que finalmente concluyeron que la cúpula de la misma estaba relacionada estrechamente con el gobierno militar y en conocimiento de las apropiaciones ilegales de bebés.
Pocos años después, las Abuelas llegaron a criticar severa y formalmente la actitud de la Iglesia católica argentina, en una carta dirigida a la Conferencia Episcopal:

Muchas veces hemos recurrido a ustedes, muchas veces nos hemos acercado a nuestra iglesia, transidas de dolor e impotencia... Esperábamos algo más que el silencio de nuestra iglesia, de nuestros obispos... ¿Alguna vez la iglesia hablará por esos indefensos niños? ¿O es que a la iglesia no le importa que hayan desaparecido los niños...?
Abuelas de Plaza de Mayo

El sábado 5 de agosto de 1978, víspera del Día Del Niño, apenas un mes después del triunfo en la Copa Mundial de Fútbol jugada en Argentina, el diario La Prensa aceptó publicar la primera solicitada en la que se reclamaba por los niños desaparecidos. El texto, que fuera llamado en Italia el Himno de las Abuelas, fue un factor decisivo para comenzar a movilizar a la opinión pública internacional:

Apelamos a las conciencias y a los corazones, de las personas que tengan a su cargo, hayan adoptado o tengan conocimiento de dónde se encuentran nuestros nietitos desaparecidos, para que en un gesto de profunda humanidad y caridad cristiana restituyan esos bebés al seno de las familias que viven la desesperación de ignorar su paradero. Ellos son los hijos de nuestros hijos desaparecidos o muertos en estos últimos dos años. Nosotras, Madres-Abuelas, hacemos hoy público nuestro diario clamor, recordando que la Ley de Dios ampara lo más inocente y puro de la Creación. También la ley de los hombres otorga a esas criaturas desvalidas el más elemental derecho: el de la vida, junto al amor de sus abuelas que las buscan día por día, sin descanso, y seguirán buscándolas mientras tengan un hálito de vida. Que el Señor ilumine a las personas que reciben las sonrisas y caricias de nuestros nietitos para que respondan a este angustioso llamado a sus conciencias.
Abuelas Argentinas con Nietitos Desaparecidos.

También en agosto de 1978 las Abuelas salieron por primera vez de la Argentina, aprovechando que Chicha Mariani debía viajar a Italia por razones familiares. Debido a que Mariani tenía en Roma un pequeño apartamento vacío, las Madres de Plaza de Mayo, también aprovecharon la ocasión, para dirigirse a Roma, permaneciendo todas juntas. Allí se entrevistaron con el diputado socialista Sandro Pertini y el cardenal argentino Eduardo Pironio, con escasas consecuencias.
Hasta 1985 realizaron en total unos 40 viajes, casi sin recursos; ellas mismas han relatado que, para todo un viaje, podían contar con unos 200 dólares.
El 18 de noviembre de 1978 la Comisión Interamericana de Derechos Humanos (CIDH) se pronunció en el Caso 2553, sobre la desaparición de Clara Anahí Mariani, nieta de Chicha Mariani, resolviendo que los hechos denunciados constituían «gravísimas violaciones al derecho a la libertad, a la seguridad e integridad de la persona y al derecho de protección contra la detención arbitraria» y que el gobierno debía devolver la niña Clara Anahí a su familia, disponer de inmediato una investigación completa e imparcial para determinar la autoría y sancionar a los responsables, debiendo informar a la Comisión en 30 días.

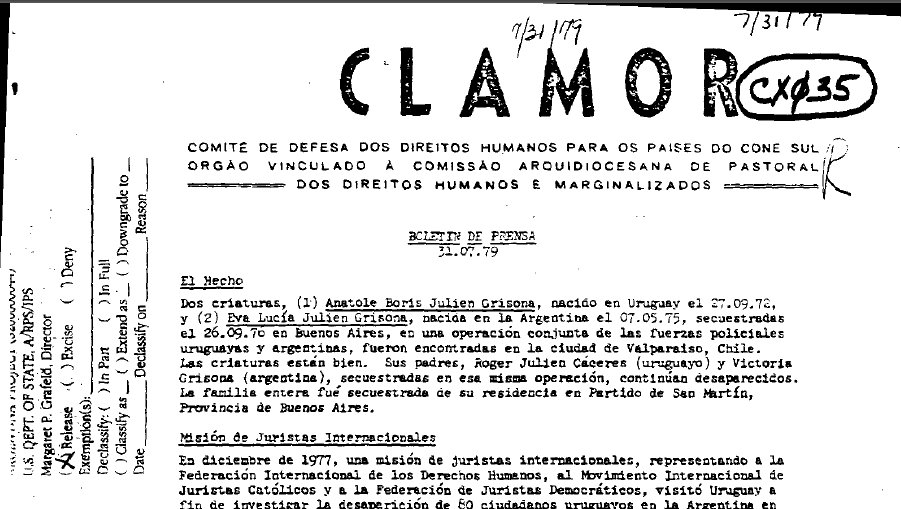
El 31 de julio de 1979, CLAMOR, organización de derechos humanos de la Iglesia Católica de Brasil, con la colaboración de las Abuelas, halló en Chile a los primeros nietos, los hermanos Anatole y Victoria Julien Grisonas.

Uno de los primeros y más importantes resultados de los viajes internacionales, fue la relación que establecieron con el Comité de Defensa de los Derechos Humanos para los Países del Cono Sur (CLAMOR), dependiente del Arzobispado de São Paulo y dirigida por el cardenal Paulo Evaristo Arns. Aunque Brasil también se encontraba gobernado por una dictadura, coordinada con las demás dictaduras sudamericanas por medio del Plan Cóndor, la Arquidiócesis de São Paulo, adoptó una posición humanitaria activa frente a la violación de derechos humanos en la región. Precisamente, el 31 de julio de 1979, CLAMOR, con la colaboración de las Abuelas de Plaza de Mayo, localizó por primera vez a dos niños desaparecidos, los hermanos Anatole y Victoria Julien Grisonas, de nacionalidad uruguaya y argentina respectivamente, secuestrados en Buenos Aires por militares argentinos y uruguayos y trasladados primero a Montevideo y luego a Chile, por entonces bajo la dictadura de Pinochet, régimen que también coordinaba las acciones terroristas internacionales a través del Plan Cóndor. Los niños habían sido abandonados en una plaza de Valparaíso y adoptados de buena fe por una familia chilena. Las Abuelas se reunieron con la familia adoptiva, verificaron su honestidad y aceptaron que los niños permanecieran con sus padres adoptivos en estrecho contacto con su familia biológica.
Las Abuelas también tomaron contacto con Amnistía Internacional, que se mostró inmediatamente receptiva, realizando campañas y brindándoles apoyo organizativo y financiero. Una de sus primeras actividades fue el impulso de un petitorio internacional por los niños desaparecidos que reunió 14 000 firmas, incluyendo personalidades de gran renombre como Simone de Beauvoir, Costa Gavras y Eugène Ionesco.
Poco a poco organizaciones de derechos humanos en todo el mundo difundían la situación de los niños desaparecidos en la Argentina.
El 6 de septiembre de 1979, la Comisión Interamericana de Derechos Humanos (CIDH) de la OEA se instaló durante catorce días en la Argentina para examinar la situación de los derechos humanos en el país. La visita es recordada muchas veces por la propaganda oficial con la que el Gobierno militar intentó desprestigiarla, utilizando el lema «los argentinos somos derechos y humanos», concebido por la consultora estadounidense Burson-Marsteller (BM), con el fin de obstaculizar las denuncias internacionales por violaciones de derechos humanos.
Las Abuelas le aportaron a la CIDH 5566 casos documentados de desapariciones, a pesar de las condiciones represivas en las que debían desarrollar sus actividades.
El 14 de diciembre la CIDH presentó un extenso informe en el que por primera vez, un organismo oficial cuestionaba a la dictadura argentina por las «numerosas y graves violaciones de fundamentales derechos humanos», estableciendo el deber del gobierno argentino de informar sobre cada una de las personas desaparecidas. En su informe, la CIDH también dio cuenta de «la desaparición de recién nacidos, infantes y niños, situación esta en que la Comisión ha recibido varias denuncias», ubicando como caso testigo el de Clara Anahí Mariani.
Las relaciones internacionales de las Abuelas, llevadas adelante principalmente por Chicha Mariani y Estela de Carlotto (quien se sumara en 1978), resultaron muy exitosas y constituyeron un elemento importante de su éxito como organización. A comienzos de la década de 1980, ya recibían apoyo financiero y organizativo del Consejo Mundial de Iglesias, la Organización Católica Canadiense para el Desarrollo y la Paz, el Entraide Protestante Suisse (HEKS), la Organización Terre des Hommes, Danchurchaid (Folkekirkens Nødhjælp) de Dinamarca, el Comité Catholique contre la Faim et pour le Développement de Francia, el Rädda Barnen de Estocolmo, iglesias protestantes noruegas, y municipios, comunidades religiosas y ciudades de Alemania.

### Tatiana y Laura
A comienzos de 1980, CLAMOR le abrió a las Abuelas sus archivos secretos, con gran cantidad de información sobre los desaparecidos en la Argentina, los represores, los centros clandestinos de detención, nacimientos clandestinos, etc., datos y precisiones que resultaron de vital importancia para todas las organizaciones de derechos humanos. La información fue ingresada a la Argentina por Chicha Mariani y Estela de Carlotto, oculta en bombones brasileños y ropa usada de mujeres mayores, adoptando intencionalmente el estereotipo de «viejas tontas» para superar los controles policiales.

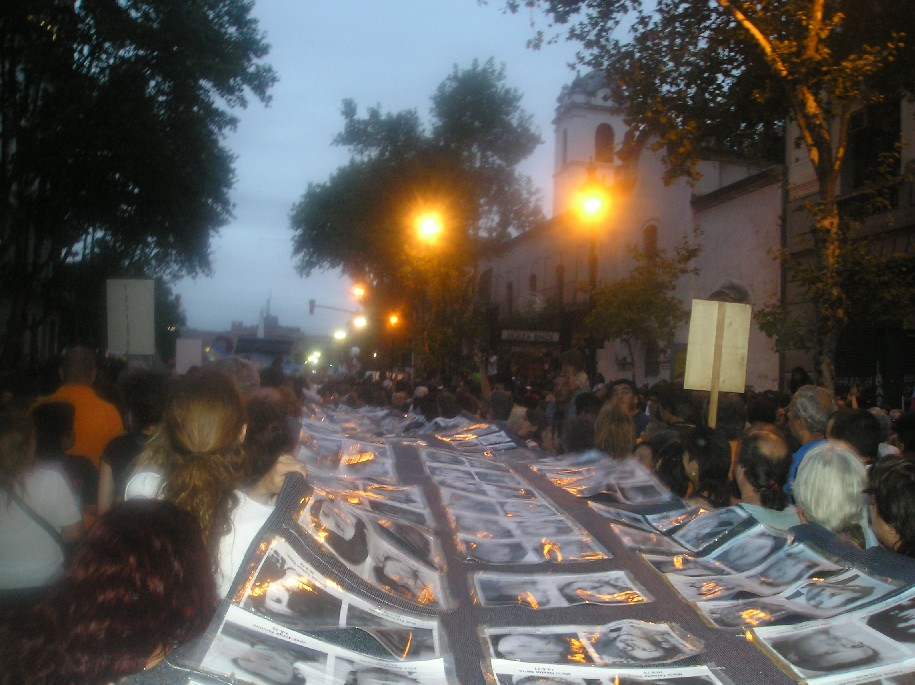
Marcha del 24 de marzo de 2006. La 1.ª Marcha de la Resistencia de 1981 dio inicio a una secuencia de marchas callejeras por los derechos humanos que se extenderá por décadas y que, en conjunto, constituye la movilización popular más convocante de la historia argentina reciente.

Los documentos de CLAMOR confirmaban las sospechas sobre los partos clandestinos de mujeres detenidas-desaparecidas y el destino de sus hijos. Los testimonios de sobrevivientes también daban cuenta de que las mujeres embarazadas solían ser torturadas. El caso del matrimonio Vaccaro fue uno de los primeros a los que tuvieron acceso:

Hernando Deria y Marta Vaccaro fueron secuestrados en noviembre de 1978 y llevados al campo clandestino de detención El Olimpo, ubicado en Ramón Falcón y Olivera, Floresta, Capital Federal. Tenían 20 años y ella estaba en avanzado estado de embarazo. Apenas llegaron los obligaron a desvestirse en medio de golpes y manoseos. A Marta la amenazaron con provocarle un aborto. Le explicaban que no la torturarían por su embarazo pero la forzaban a presenciar la tortura de su esposo. Otro día la ataron a la mesa de tortura y le pegaron con palos y cadenas. En otra sesión ataron juntos al matrimonio en la mesa de torturas, desnudos. Les aplicaron golpes y picana eléctrica simultáneamente. Marta casi no podía moverse. Su cuerpo y su rostro mostraban las huellas del tormento. Nunca fue controlada por un médico. «Ninguno de nosotros podía explicarse cómo logró salvar su embarazo», relató después un liberado. El bebé de Marta nació en enero de 1979, nada se sabe de él ni de su madre desde entonces.

El 19 de marzo de 1980, cuando aún gobernaba la dictadura, las Abuelas localizaron otras dos nietas, las primeras en ser recuperadas directamente por ellas, Tatiana Ruarte Britos y su hermana Laura Jotar Britos, quienes habían quedado abandonadas en una plaza del Gran Buenos Aires luego de que su madre fuera secuestrada-desaparecida, y terminaron siendo adoptadas legítimamente por el matrimonio Sfiligoy, quienes jugaron un papel muy importante en la recuperación de la identidad de las niñas, una actitud no habitual en la mayoría de los casos.
También en 1980 Chicha Mariani reconoció a una nieta desaparecida, Paula Logares, en una foto que llegó anónimamente a CLAMOR, en la que la niña aparecía frente al Obelisco de Buenos Aires; la foto estaba acompañada de un informe en la que se indicaba el nombre que estaba usando la niña y la dirección aproximada en donde vivía. La Abuelas iniciaron entonces un seguimiento e investigación en condiciones de riesgo extremo, que les permitió localizar a la niña y establecer con certeza su identidad. Con esos datos, Paula Logares sería la primera niña restituida por la justicia argentina una vez restablecida la democracia.
Ese mismo año el activista de derechos humanos argentino Adolfo Pérez Esquivel recibió el Premio Nobel de la Paz, consolidando y brindando mayor cobertura para la acción de las organizaciones de derechos humanos.
El 9 y 10 de diciembre de 1981, las Madres y las Abuelas de Plaza de Mayo organizaron la Primera Marcha de la Resistencia, que consistió en extender por 24 horas la ronda semanal. Iniciaron la misma unas setenta madres y abuelas, rodeadas de policías, que marcharon toda la noche, bajo la lluvia y sin luz, ya que el gobierno militar había mandado cortar la iluminación pública en la plaza. A la mañana siguiente casi tres mil personas y otras organizaciones de derechos humanos se sumaron, incluido el Premio Nobel de la Paz, Adolfo Pérez Esquivel.
Cumplidas las 24 horas, la manifestación marchó por Avenida de Mayo hacia la Avenida 9 de Julio, coreando consignas, entre ellas una de las que se volverían más emblemáticas en las luchas por los derechos humanos de los siguientes años: «Los desaparecidos, que digan dónde están». Fue la primera vez también que la prensa argentina cubrió con amplitud la acción de las organizaciones de derechos humanos.
Esa fue la primera de una serie de marchas por los derechos humanos que se repetirían desde entonces, durante las siguientes décadas, agrupando a decenas de miles de personas y que en conjunto constituyen, la mayor movilización popular en las calles de la historia argentina reciente.

### Derrumbe de la dictadura

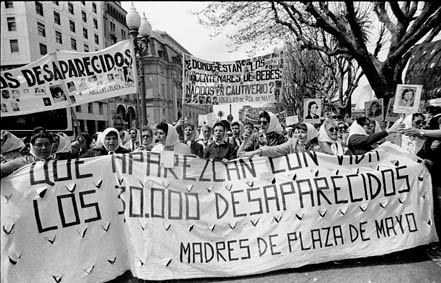
En Plaza de Mayo, el 9 y 10 de diciembre de 1982 con las consignas: "Aparición con vida de los detenidos desaparecidos; restitución de los niños a sus legítimas familias y libertad a los presos políticos"

La creciente movilización de los sectores políticos, sindicales, estudiantiles y de derechos humanos en 1981 y comienzos de 1982, comenzó a debilitar a la dictadura militar. En ese contexto el gobierno militar tomó la decisión de ocupar las Islas Malvinas, el 2 de abril de 1982, acción que llevaría a la Guerra contra Gran Bretaña y a una derrota tres meses después, que hizo colapsar al régimen y obligó a los militares a iniciar una retirada desordenada del poder, sin condicionamientos, llamando a elecciones para octubre de 1983.
En ese período las Abuelas comenzaron a prepararse para las nuevas posibilidades de investigación que abriría la democracia. Entre 1980 y 1983 habían localizado a cuatro niños desaparecidos (los hermanos Julien Grisonas y las hermanas Ruarte Britos y Jotar Britos), en ambos casos adoptados de buena fe por familias que colaboraron en la restitución de su identidad.
Pero la posibilidad de abrir investigaciones judiciales dentro de un estado de derecho, tanto para descubrir a los culpables como para identificar a los niños desaparecidos, implicaba enfrentar problemas inéditos en la experiencia internacional. En ese momento no existían métodos científico para determinar positivamente la filiación, y los existentes -basados en los tipos de sangre- sólo servían como prueba negativa, es decir para descartar una relación biológica entre dos personas, pero no para demostrarla.
Las Abuelas tomaron entonces la iniciativa de recurrir a los científicos de punta para desarrollar alguna técnica que pudiera determinar sin dudas, la filiación de una persona en ausencia de sus padres. En esa búsqueda recurrieron a la Sociedad Americana para el Avance de la Ciencia de los Estados Unidos, donde les respondieron: «lo que piden es posible, pero nunca se hizo: vamos a investigar». El resultado fue la creación del índice de abuelidad, que llegó a alcanzar un 99,99% de certeza sobre la filiación de una persona, desarrollado por los científicos Mary-Claire King y Cristian Orrego.

### Las Abuelas y la genética
En 1980 las limitaciones científicas de la época con respecto a la posibilidad de probar vínculos biológicos entre familiares que no fueran el padre o la madre del/la infante dificultaron las tareas de Abuelas de Plaza de Mayo. La única prueba genética para establecer nexos biológicos de la que se disponía en aquel momento, con escasa asequibilidad, era el análisis de exclusión de paternidad, utilizado para determinar lazos de filiación ascendente en primer grado entre un individuo y su genitor masculino, o su genitor femenino. Sin embargo, como en la mayoría de los casos los padres y madres habían sido desaparecidos, necesitaban otra vía que les permitiera probar que aquellas niñas y niños apropiados eran efectivamente sus nietos.
Otro método que servía para determinar la identidad de la niña o del niño era la «identificación morfológica», pero como muchas/os de las/os nieta/os nacieron en cautiverio las Abuelas no contaban con fotografías que les permitieran elaborar una proyección basada en los rasgos distintivos.
En 1979, las Abuelas encontraron en una edición del diario El Día (de La Plata) una noticia que informaba sobre un padre que a través de una prueba de ADN comprobó la relación de paternidad con su hijo. Este fue el disparador que llevó a las Abuelas de la Plaza de Mayo a preguntarse si habría posibilidad de establecer la relación de parentesco a través de la genética.

Por entonces buscábamos mirando las caritas. Más de una vez yo misma he seguido a mujeres que llevaban en brazos a un bebé que se parecía a uno de mis hijos. En ese momento yo ni siquiera sabía si mi nieto era nena o varón, pero recuerdo que seguí a una mujer y después, cuando la tuve enfrente, miré su cara y la del bebé y eran iguales, era la madre evidentemente. O si no, íbamos a la Casa Cuna a ver a los chiquitos, como si eso nos fuera a ayudar en algo... en nada. Pero no teníamos otro argumento, ni natural ni científico. Era decir «tiene que estar acá».

En cada uno de los viajes al exterior las Abuelas empezaron a consultar especialistas en hematología, genética y antropología forense, si existía un elemento constitutivo de la sangre que sólo apareciera en personas pertenecientes a la misma familia. En 1982, hicieron una gira por Francia, Alemania, Inglaterra, Italia, Suecia y otros siete países, pero no encontraron ninguna solución concreta. Sin embargo, a raíz de las demandas motorizaron múltiples investigaciones sobre el tema.
Fue en noviembre del mismo año, en una visita a la sede de la Comisión Interamericana de Derechos Humanos de la OEA —en Washington—, cuando se encontraron con Isabel Mignone, hija del fundador del Centro de Estudios Legales y Sociales (CELS), quien les puso en contacto con Víctor Penchaszadeh, un médico argentino exiliado en Nueva York.
Tras la reunión con Penchaszadeh, el galeno se comprometió a asumir el reclamo que las Abuelas le hacían a la comunidad científica. Inmediatamente inició las conversaciones con Eric Stover, director del programa de Derechos Humanos de la Asociación para el Avance de las Ciencias (AAAS) y posteriormente, en 1983, con Fred H. Allen, director del Banco de Sangre de Nueva York, quienes le ofrecieron su apoyo y empezaron a trabajar en la búsqueda de fórmulas estadístico-matemáticas.

Las abuelas vinieron a mi oficina y empezamos a hablar. Nunca lo olvidaré. Ya habían visto a Penchaszadeh. Discutí la cuestión con Cristian Orrego, un científico chileno que trabaja en el National Institute of Health (NIH), y él se puso en contacto con investigadores de Stanford, que lo derivaron Mary-Claire King, una genetista de Berkeley, California, como una persona que podía ayudar a elaborar el tratamiento estadístico necesario.

En octubre de 1983 Orrego informó a las Abuelas que habían encontrado una solución y las invitó a participar en el Simposio Anual de la AAAS, donde se expuso el hallazgo a la comunidad médica internacional. En el encuentro se presentó el descubrimiento como el índice de abuelidad, por el rol fundamental que jugaron las Abuelas para incentivar el desarrollo de esta técnica.

## La acción de las Abuelas al recuperarse la democracia
El 10 de diciembre de 1983 el país recuperó la democracia al asumir el presidente Raúl Alfonsín y los demás representantes electos por la población. Se abrió entonces un complejo panorama de investigación y enjuiciamiento de los crímenes de lesa humanidad cometidos durante la dictadura, incluyendo el enjuiciamiento y condena de varios integrantes de las juntas militares, y al mismo tiempo de presiones y levantamientos militares para cerrar las investigaciones, que tuvieron éxito con las llamadas leyes de impunidad sancionadas entre 1986 y 1990.

Pensábamos que el Estado se iba a hacer cargo de recomponer la situación y que nosotras íbamos a ser colaboradoras indirectas. Fuimos de una ingenuidad muy grande. Y finalmente nos dimos cuenta de que teníamos que seguir siendo las actrices principales en la búsqueda.
Estela de Carlotto.

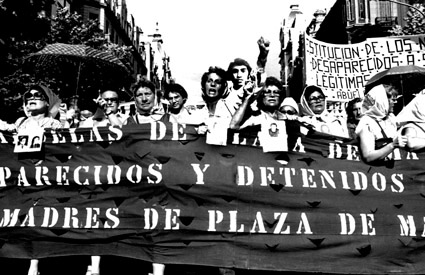
4ta Marcha de la Resistencia en diciembre de 1984

El caso de Carla Artés y su abuela Sacha Artés Company es demostrativo de las dificultades y pormenores que se presentaron en ese momento. A fines de 1983, ni bien establecido el gobierno democrático, Abuelas de Plaza de Mayo recibió una información anónima que le permitió a una de las abuelas, Sacha Artés Company, localizar a su nieta secuestrada-desaparecida, Carla Artés. Carla se encontraba en poder de Eduardo Ruffo, un agente de inteligencia que había integrado la Triple A y luego se desempeñó como vicejefe del centro clandestino de detención Automotores Orletti. Había sido secuestrada en Bolivia, junto a su madre Graciela Rutilo Artes ―la hija de Sacha― y su padre Enrique López, cuando contaba con diez meses de edad. Luego de que su padre fuera asesinado y debido a la presión internacional, los militares bolivianos entregaron oficialmente a los militares argentinos, a Carla y a su madre. Ambas fueron enviadas a Automotores Orletti, donde la niña fue apropiada por el subjefe del centro, luego de que este participara del asesinato de su madre. Carla fue criada por este hombre y su esposa, junto a otro niño secuestrado-desaparecido, en calidad de hermano. El 15 de febrero de 1984 las Abuelas de Plaza de Mayo realizaron la denuncia penal, pero para entonces Ruffo se había fugado con su esposa y los niños. Ruffo fue finalmente hallado y detenido en 1985. En el momento que Carla y su abuela se encontraron, la niña ―que para entonces contaba ya con 10 años― le dijo: «Yo sabía que me estabas buscando». La justicia otorgó a la abuela la guarda provisoria de la niña, pero con fuertes reticencias de los funcionarios, que también la separaron de su hermano, ya que el juez rechazó el pedido de Sacha Artés de hacerse cargo de ambos niños. Durante estas tramitaciones, en 1987 el presidente Raúl Alfonsín impulsó la Ley de Obediencia Debida, que restringió la posibilidad de perseguir a la mayor parte de los represores. Como consecuencia de esa ley de amnistía, Ruffo ―el secuestrador de Carla y asesino de su madre― quedó en libertad sin culpa ni cargo, mientras que Carla quedaba impedida de salir del país, por falta de los documentos que establecían su verdadera filiación. Su abuela tomó entonces la decisión de emigrar con la niña de la Argentina, para radicarse desde ese momento en España, donde Carla tomó el apellido de su abuela.
En 1984 las Abuelas lograron la restitución de Paula Eva Logares, la primera nieta con quien la Justicia aceptó la validez de la prueba de filiación establecida por medio del índice de abuelidad determinado con los nuevos análisis genéticos descubiertos a requerimiento de la asociación.

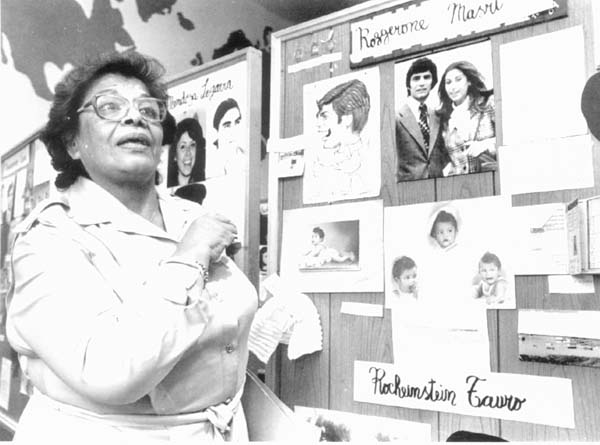
Primera muestra sobre El niño desaparecido y nacido en cautiverio, Abuelas de Plaza de Mayo, Buenos Aires, 1984.

Ese mismo año el 14, 15 y 16 de noviembre, Abuelas organizó la primera exposición “Niños desaparecidos, nacidos en cautiverio” en colaboración con la Asociación Cristiana de Jóvenes, y se llevó a cabo el “Primer Seminario Nacional sobre Niños Desaparecidos y su Restitución”.

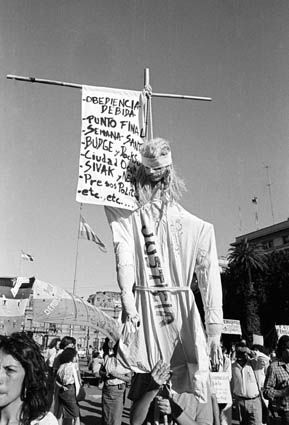
7ª marcha de la Resistencia 9 y 10 de diciembre de 1987

En 1987 se logró la primera restitución de una niña nacida en cautiverio, Elena Gallinari Abinet, quien había sido inscrita falsamente como propia por un subcomisario de la policía bonaerense y que era en realidad hija de María Leonor Abinet, detenida-desaparecida el 16 de septiembre de 1976, cuando tenía siete meses de embarazo.
En 1989 las Abuelas tuvieron éxito en probar judicialmente que la adopción de Ximena Vicario se había realizado de manera gravemente irregular, logrando que se anulara una adopción plena por primera vez en la historia de la justicia argentina.

### Las leyes de impunidad
El Congreso sancionó las leyes de Punto Final en 1986 y Obediencia Debida en 1987, esta última luego de una sublevación militar carapintada en el cuartel de Campo de Mayo durante Semana Santa de ese año. Las leyes cerraron la posibilidad de enjuiciar a los responsables de las violaciones de derechos humanos y en particular del secuestro-desaparición de los niños, quedando en libertad cientos de autores de graves violaciones de derechos humanos. El ciclo de las llamadas leyes de impunidad se cerró en 1989 y 1990 con los indultos concedidos por el presidente Carlos Menem.
Las Abuelas, como las demás organizaciones de derechos humanos, se negaron a aceptar un sistema jurídico que impedía investigar y castigar los crímenes de lesa humanidad, y continuaron impulsando los juicios por apropiación de niños. Los casos de niños secuestrados-desaparecidos siempre fueron un problema insoluble para las leyes de impunidad debido a que jurídicamente, no podían «darse por cerrado», en razón de la continuidad y persistencia del delito, así como por la existencia real de esos niños con identidades falsas y las localizaciones de los mismos que las Abuelas continuaban realizando.
En 1997 Abuelas de Plaza de Mayo inició una causa penal sosteniendo que el secuestro de bebés era parte de un plan sistemático impulsado desde el más alto nivel del Estado durante la dictadura. Se trata de uno de los juicios más importantes referidos a violaciones de derechos humanos en la Argentina durante la dictadura. En ella se investiga la apropiación de 194 niños.
En 1998, el subcomisiario Samuel «Cobani» Miara fue condenado a doce años de prisión por la apropiación ilegal de los mellizos Gonzalo y Matías Reggiardo Tolosa, hijos de Juan Reggiardo y María Rosa Tolosa, desaparecidos en 1977, uno de los casos más dramáticos.
Ese mismo año las Abuelas de Plaza de Mayo propusieron incorporar a la Convención sobre los Derechos del Niño el derecho a la identidad que fue incluido en los artículos 7 y 8, conocidos por eso como los «artículos argentinos».

## Dos décadas. Los chicos se hacen jóvenes: «¿Vos sabés quién sos?»

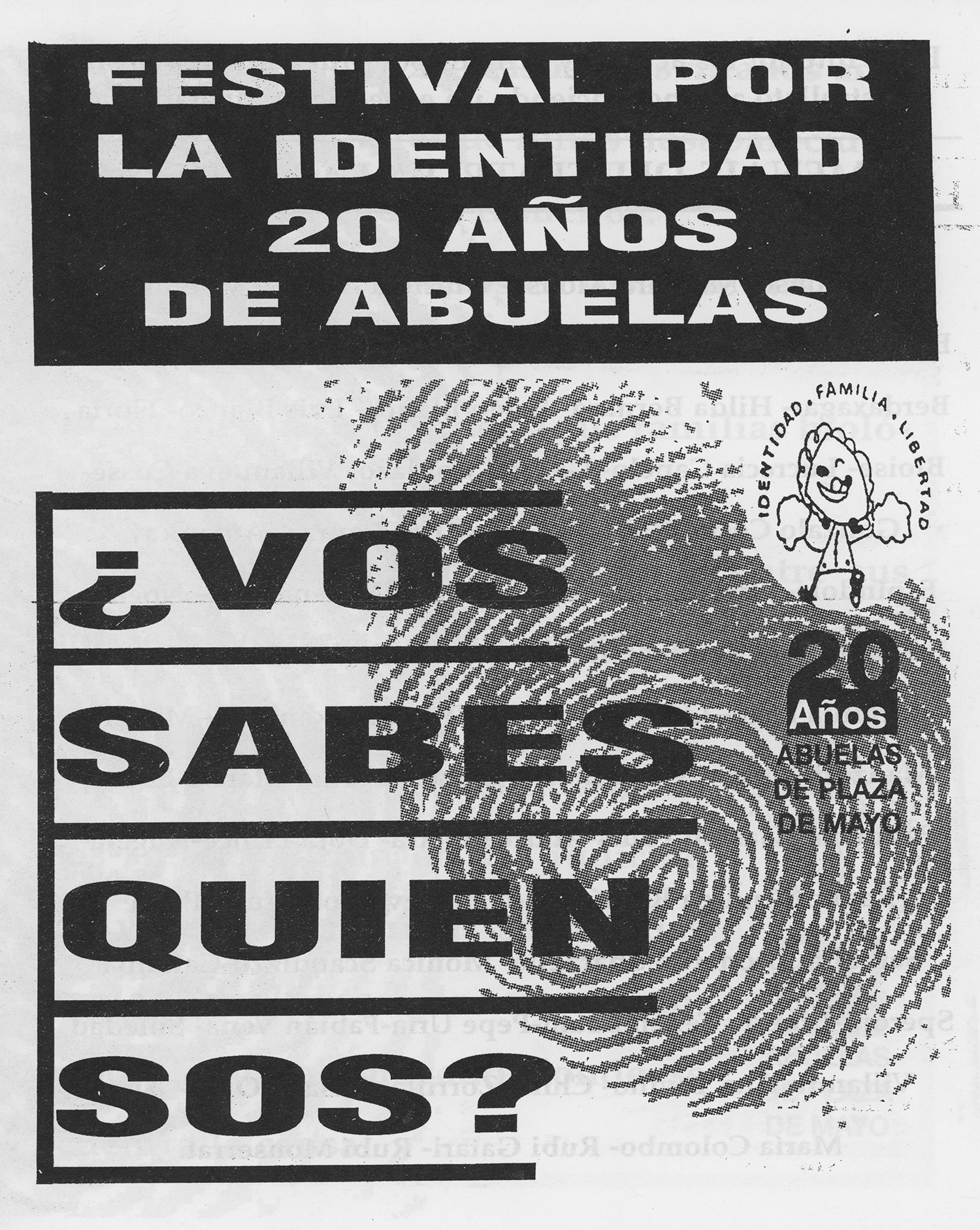
Material de difusión del Festival por la Identidad, realizado en el marco del 20ª aniversario de Abuelas de Plaza de Mayo, de la Campaña ¿Vos sabés quién sos?, 1997

Al cumplir dos décadas en 1997, las nietas y nietos desaparecidos ya no eran niños, sino adolescentes y jóvenes, que ya habrían adquirido cierta autonomía en sus vidas, donde sea que se encontraran. Las Abuelas decidieron entonces modificar su línea de acción, para emprender acciones masivas que involucraran a toda la sociedad, con el fin de permitir que jóvenes con dudas sobre sus orígenes pudieran acercarse libremente y en un ambiente de contención. Simultáneamente la justicia argentina decidió que no se puede obligar a una persona mayor de edad a sacarse sangre para determinar su filiación, con el argumento de que ello afectaría su derecho a la intimidad.
Con ese objetivo, en su 20º aniversario, en octubre de 1997 lanzaron la campaña «¿Vos sabés quién sos?». La campaña se inició con un recital de rock en la Plaza de Mayo, presidido por el cartel y la consigna. También con ese fin, crearon junto a la CONADI, la Red por la Identidad, que se extendió por todo el país promoviendo el derecho a la identidad. Fue el comienzo de una nueva aproximación al problema. Ya no era una cuestión de buscar a sus nietos por medios indirectos; ya era posible dirigirse a ellos directamente. «De hecho, hicieron que una generación entera se preguntara por su historia».
También, junto a las demás organizaciones de derechos humanos, impulsaron los juicios por la verdad, obligando al Estado argentino a seguir investigando, a partir de la decisión de la Corte Interamericana de Derechos Humanos en el caso Lapacó (1999).
En 2000 se estrenó la película documental Botín de guerra, dirigida por David Blaustein, contando la historia de las Abuelas, con un notable éxito de público y obteniendo el «Gran Premio Ecuménico» del Festival de Berlín.
El 24 de marzo de 2004 se recuperó la ESMA para realizar allí un espacio para la memoria que se denominó Espacio Memoria y Derechos Humanos. En el acto oficial hablaron tres nietos recuperados que habían nacido allí.
En 2006, la conciencia masiva en la sociedad argentina sobre los niños desaparecidos y su búsqueda alcanzó un pico de popularidad cuando una telenovela de gran difusión popular Montecristo, dirigida por Miguel Colom y transmitida por televisión abierta (Telefé), incluyó en su argumento central y en sus protagonistas la presencia de jóvenes nacidos en cautiverio durante la dictadura, que descubren la verdad.

Me di cuenta de que inconscientemente tenía un peso que no percibía. Ahora me siento más completa, más tranquila. Ahora no soy parte de una mentira. (Claudia Poblete)

## Archivo Biográfico Familiar
EN 1998, Abuelas de Plaza de Mayo, en colaboración con la Facultad de Ciencias Sociales (UBA), dieron inicio al Archivo Biográfico Familiar de Abuelas de Plaza de Mayo, centrado en reconstruir la historia de vida de las personas detenidas-desaparecidas durante la última dictadura militar en Argentina. El proyecto fue nombrado bajo el nombre de Reconstrucción de la Identidad de desaparecidos, Archivo Biográfico Familiar Abuelas de Plaza de Mayo. Trabaja mediante entrevistas a familiares de los desaparecidos, creando archivos con soporte oral, escrito y fotográfico. Sus objetivos incluyen la recuperación de la identidad y la memoria colectiva. En septiembre de 1999 fue incorporado a la Secretaría de Ciencia y Técnica de la UBA. Hasta mayo de 2004, ha logrado más de 1000 entrevistas, 400 historias en reconstrucción y 40 archivos finalizados.
Estela de Carlotto reflexiona sobre la importancia del Archivo: 

El Archivo Biográfico Familiar de Abuelas de Plaza de Mayo es nuestro acervo más preciado. Para construirlo, recorrimos de punta a punta el país recolectando las voces de familiares, amigos y compañeros de nuestras hijas e hijos desaparecidos. Y cuando le restituimos la identidad a una nieta o nieto, le entregamos una o varias cajas con esa historia que también es la suya, esa historia que la dictadura intentó borrar.

El 28 de agosto de 2023, la Facultad de Ciencias Sociales de la UBA realizó un homenaje a las Abuelas de Plaza de Mayo y a su titular, Estela de Carlotto, con motivo del 25 aniversario de la creación del Archivo Biográfico Familiar. Este evento buscó reconocer el archivo como "un área central de Abuelas para la restitución de la identidad de las nietas y nietos". Por medio de este proyecto, se entregaron 108 archivos a nietos, hermanos y familiares hasta el momento de este homenaje en 2023.
El material del archivo se encuentra actualmente en las instalaciones de la Casa por la Identidad.

## Tres décadas. Los jóvenes se hacen grandes

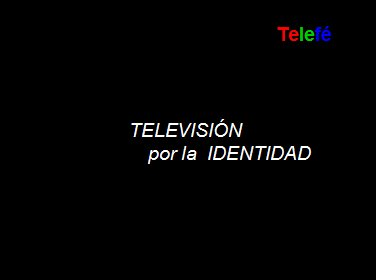
En 2007 las Abuelas inspiraron la realización de una miniserie denominada Televisión por la identidad que se transmitió por Telefe.

En 2007 las Abuelas inspiraron la realización de una miniserie en tres capítulos denominada Televisión por la identidad, con tres historias independientes de niños apropiados, dos de ellas reales (Tatiana y Juan) y la tercera una síntesis de ficción realizada sobre las experiencias de los nietos recuperados. El ciclo tuvo un altísimo índice de audiencia y debió ser repetido. Ese mismo año una nieta recuperada (Victoria Donda) fue elegida diputada nacional.
En agosto de 2014 las Abuelas recuperaron a la nieta 115, nieta de la primera presidente de la asociación Alicia Zubasnabar de De la Cuadra (quien había fallecido seis años antes, el 1 de junio de 2008, a los 92 años).
El 5 de diciembre de 2014 se restituyó la identidad del nieto 116. Es el hijo de Ana Rubel y Hugo Alberto Castro que nació en 1977 durante el cautiverio de su madre en la ESMA.
El 31 de agosto de 2015 se restituyó la identidad de la nieta 117. Se trata de la hija de Walter Hernán Domínguez y Gladys Cristina Castro, que nació en marzo de 1978 durante el cautiverio de su mamá.

El nieto 118 es hijo de Stella Maris Montesano y Jorge Oscar Ogando y nieto de Delia Giovanola de Califano, una de las doce fundadoras de la Asociación Abuelas de Plaza de Mayo. La restitución se comunicó el 5 de noviembre de 2015.
El 1 de diciembre de 2015 se realizó la conferencia de prensa donde Abuelas comunicó la restitución del nieto 119. Se trata de Mario Bravo quien pudo reencontrarse ese mismo día con su madre.
No fue el primer caso de restitución donde madre e hijo pudieron reencontrarse.

## Banco Nacional de Datos Genéticos

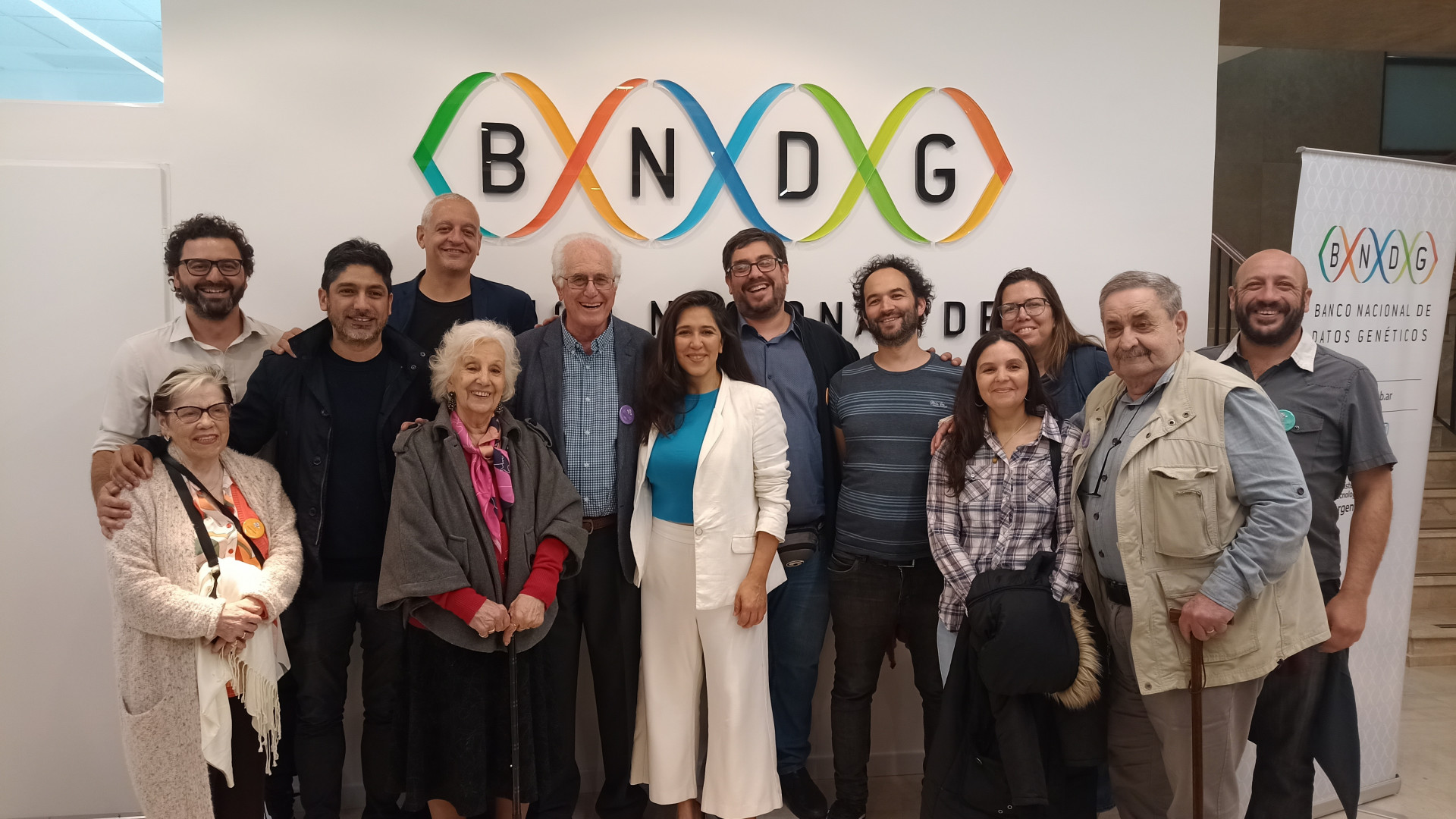
Inauguración en el Banco Nacional de Datos Genéticos, del Archivo Nacional de Datos Genéticos,"Víctor Penchaszadeh". La ceremonia contó con la presencia de figuras como el Ministro de Ciencia, Tecnología e Innovación, Daniel Filmus; las Abuelas de Plaza de Mayo Estela de Carlotto y Buscarita Roa; la Madre de Plaza de Mayo Taty Almeida; el Secretario de Abuelas de Plaza de Mayo, Abel Pedro Madariaga; el Secretario de Derechos Humanos, Horacio Pietragalla; y otros funcionarios, nietos restituidos y directivos del BNDG, en 2022.

El Banco Nacional de Datos Genéticos de Argentina guarda información para establecer la identidad biológica de las personas víctimas de la dictadura militar. Este Banco de Datos Genéticos trabaja con la información genética que se obtiene analizando el ADN (ácido desoxirribonucleico) a través de distintos estudios, lo que permite conocer la identidad biológica de una persona, por ejemplo, de quién es hijo biológico, nieto o hermano, pues el ADN es único y no se repite entre las personas. Los servicios del Banco Nacional de Datos Genéticos son gratuitos y la información que obtiene es confidencial.
La finalidad del Banco Nacional de Datos Genéticos es buscar e identificar a hijos de desaparecidos que fueron secuestrados junto con sus padres o nacieron durante el cautiverio de sus madres, ayudar a la justicia y a las organizaciones especializadas a identificar los restos de personas que fueron víctimas de desaparición forzada y conservar los datos genéticos de cadáveres encontrados en fosas comunes o en otros lugares donde los jueces consideran que se cometieron en el ámbito del Estado Nacional delitos de lesa humanidad hasta hasta el 10 de diciembre de 1983, y sus servicios pueden ser pedidos por cualquier familiar directo de una persona desaparecida, por cualquier persona que crea que nació en cautiverio o por la Comisión Nacional por el Derecho a la Identidad.
Las Abuelas de Plaza de Mayo, en asociación con el Equipo Argentino de Antropología Forense, han demostrado que la genética forense y los avances en el análisis de ADN son herramientas clave para los derechos humanos. Esta colaboración movilizó una campaña para almacenar sangre de familiares en el BNDG, logrando una tasa de precisión del 99,99 por ciento al relacionar a una persona con sus abuelos biológicos. Mary-Claire King, quien ayudó a crear el BNDG en 1987, elogió el aporte de los científicos argentinos y destacó que el trabajo conjunto del BNDG, el Equipo Argentino de Antropología Forense y las Abuelas de Plaza de Mayo ha transformado la ciencia aplicada a los derechos humanos en todo el mundo.

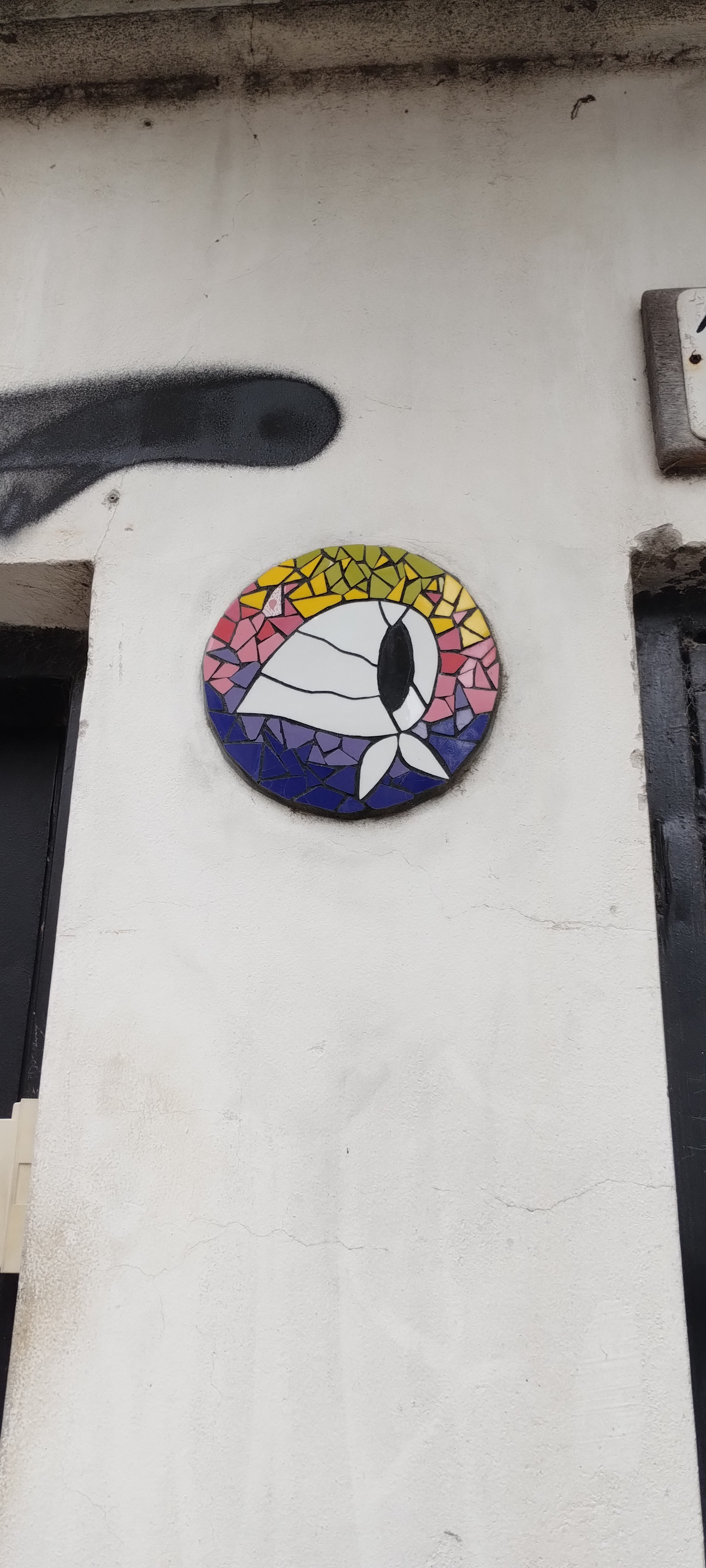
En toda Argentina pueden encontrarse este tipo de mosaicos en las fachadas de las casas de los argentinos y argentinas que reivindican la memoria, la verdad y la justicia.

## La tarea actual de las Abuelas

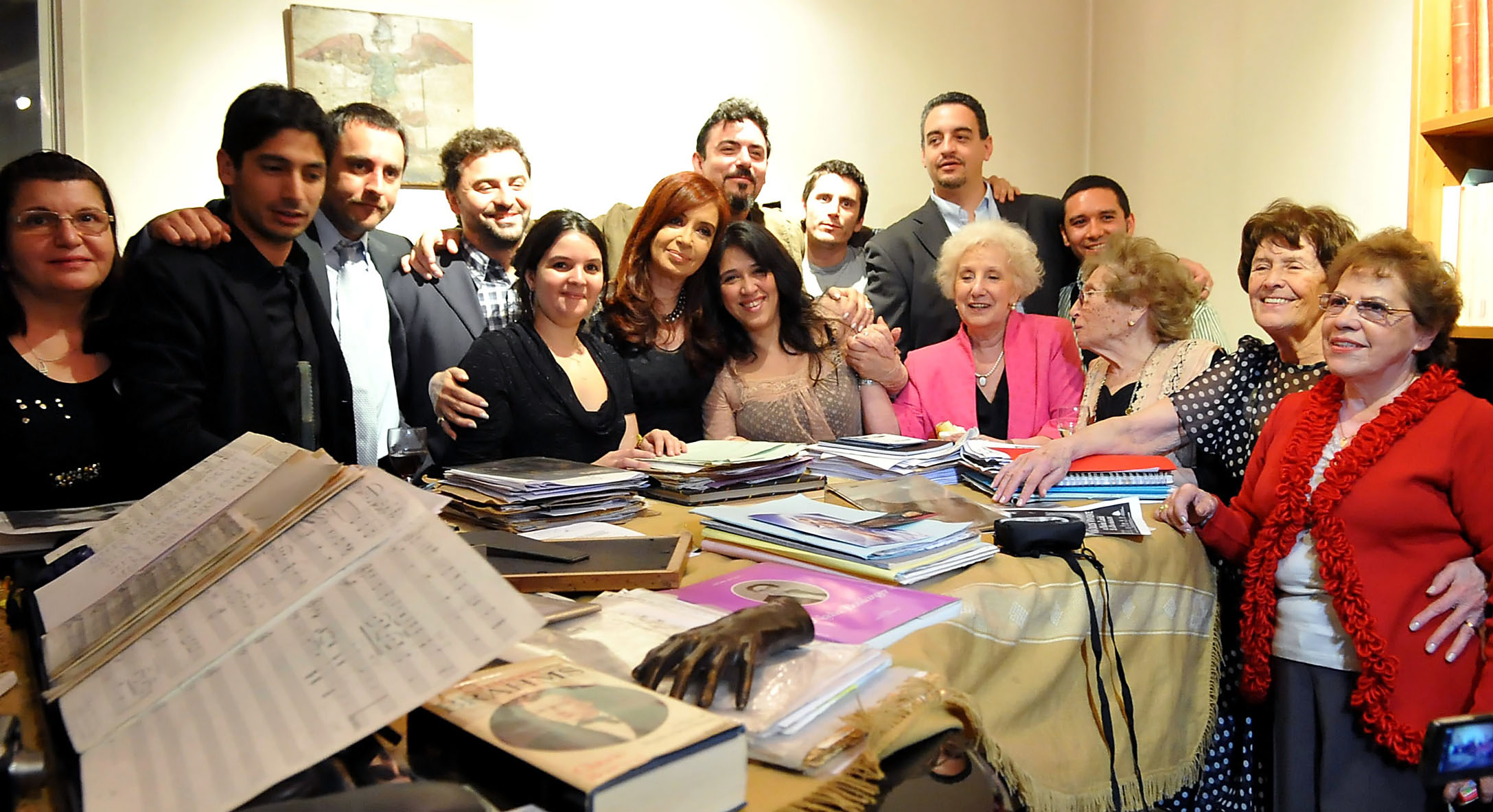
La presidenta Kirchner con Estela de Carlotto, y nietos recuperados.

Con el fin de localizar los niños desaparecidos, Abuelas de Plaza de Mayo trabajan en cuatro niveles:
- reclamos y propuestas ante los organismos gubernamentales nacionales e internacionales;
- denuncias y presentaciones ante la Justicia;
- acciones destinadas a involucrar a la sociedad;
- investigaciones propias.

Para su trabajo, la asociación cuenta con equipos técnicos integrados por profesionales en los aspectos jurídico, médico, psicológico y genético.
Cada uno de los niños que fueron apropiados tiene una causa abierta en la Justicia a la que se agregan las denuncias que se van recibiendo con el correr del tiempo y que conforman elementos probatorios que determinan su verdadera identidad y la de los responsables de su secuestro o tenencia ilícita.
Para asegurar en lo sucesivo la validez de los análisis de sangre han implementado un Banco Nacional de Datos Genéticos, creado por la Ley Nacional N.º 23.511, donde figuran los mapas genéticos de todas las familias que tienen niños desaparecidos.
Las Abuelas actúan en el campo internacional promoviendo normas y acciones internacionales destinadas a proteger a la niñez. La Convención Internacional sobre los Derechos del Niño de 1989, incorporó tres artículos (7, 8 y 11) directamente propuestos por ellas con el fin de garantizar el derecho a la identidad.

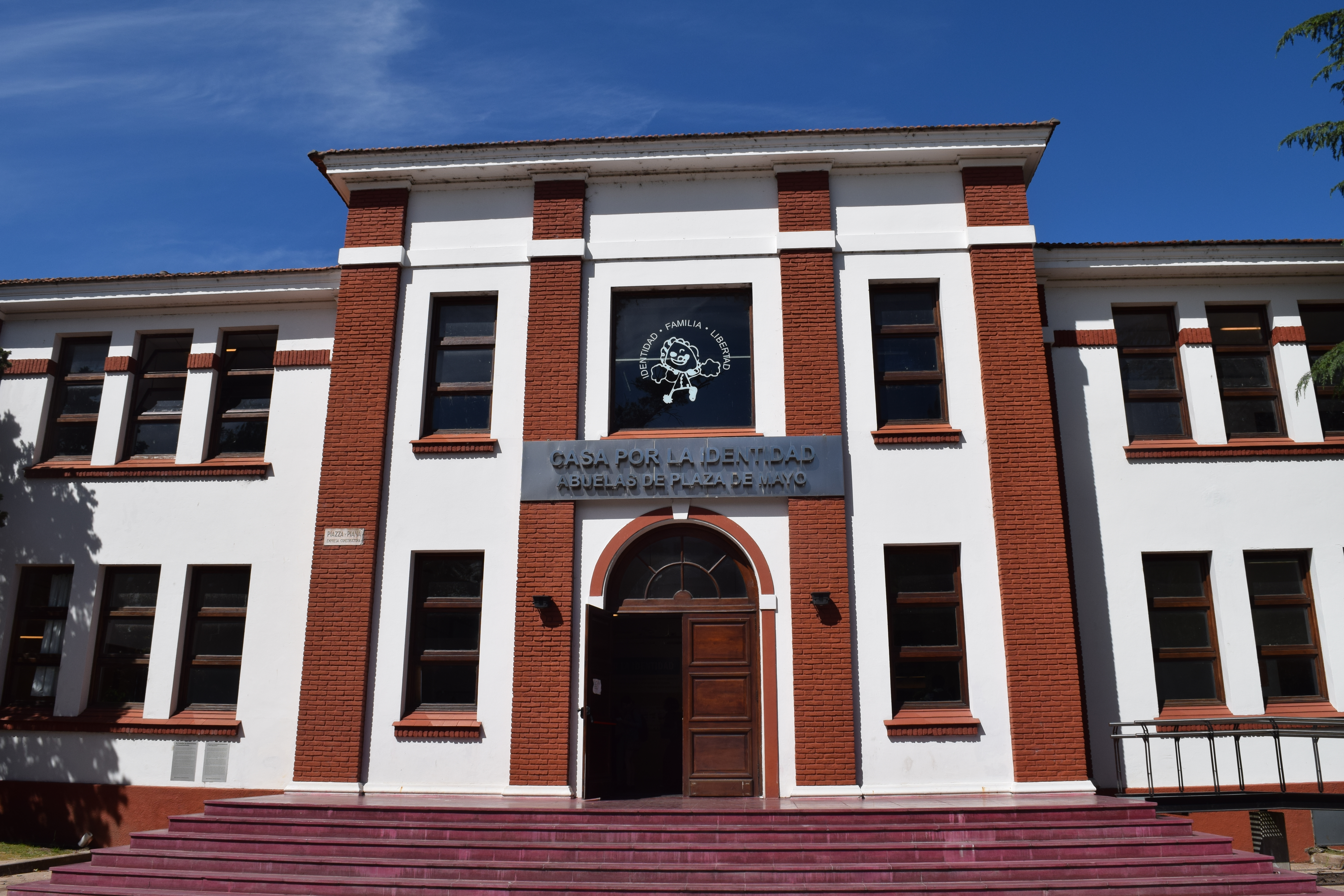
La Casa por la Identidad es un espacio recuperado por las Abuelas de Plaza de Mayo ubicado en uno de los edificios de la antigua Escuela de Mecánica de la Armada (ESMA), en la ciudad de Buenos Aires, Argentina.

Desde 2007, las Abuelas integran el directorio de los organismos de Derechos Humanos del Espacio Memoria y Derechos Humanos, en donde funcionara la Escuela de Mecánica de la Armada. En marzo de 2014, al cumplirse los 10 años de inauguración del predio, allí se inauguró oficialmente la Casa por la Identidad. El acto fue encabezado por Estela de Carlotto.
Originalmente, el predio fue utilizado como Pabellón de Operaciones y Comunicaciones y, posteriormente, albergó la Escuela Nacional de Náutica Manuel Belgrano hasta que en 2007, el por entonces presidente Néstor Kirchner ordenó su desalojo. La Casa por la Identidad, es un espacio de 5200 m² que conserva al Archivo Biográfico Familiar y presenta diversas salas con muestras artísticas, fotográficas y exhibiciones sobre la historia de las Abuelas de Plaza de Mayo y los avances científicos en la búsqueda de los nietos desaparecidos, promoviendo el ejercicio de la memoria y el derecho a la identidad.

## Distinciones y reconocimientos
- Premio Félix Houphouët-Boigny de la UNESCO para la Búsqueda de la Paz (2011).[93]
- Premio “Juana Azurduy”, 2021.[94]
- Premio Dignidad de la Asamblea Permanente por los Derechos Humanos (APDH), 2023.[95]

## Las Abuelas de Plaza de Mayo en la cultura
- Música
  - Las golondrinas de Plaza de Mayo, Invisible
  - Victoria Clara, Bersuit Vergarabat
  - Lágrimas de nana, de Marta Susana Pizzo
  - Deseos de cosas imposibles, de La Oreja de Van Gogh
  - Las Madres del Amor, de León Gieco
  - Yo soy Juan, de León Gieco
  - Sin cadenas, de Los Pericos
  - Tango de las madres locas, de Carlos Cano
  - A las madres de Mayo, de Ismael Serrano
  - Madres, de Caballeros de la Quema
  - Soy, de Yamandú y Tabaré Cardozo (Agarrate Catalina).
  - Es tan facil romper un corazón, de Miguel Mateos
  - Los que quieran, música de Gabo Ferro y letra de Pablo Ramos
  - Antígona, de Rebeca Campos
  - El Enemigo, de 1915

- Literatura
  - A veinte años, Luz, de Elsa Rosario

- Televisión
  - Montecristo
  - Acá estamos, historias de nietos que recuperaron su identidad
  - Así soy yo
  - La ciencia de las Abuelas
  - Historias que abrazan
  - Televisión por la identidad

- Cine
  - La historia oficial
  - Botín de guerra
  - Infancia clandestina
  - La amiga
  - Nietos: identidad y memoria
  - ¿Quién soy?
  - Abuelas, una película sobre (y con) Abuelas de Plaza de Mayo

- Teatro
  - Teatro por la identidad
  - Hija de la dictadura

- Pintura
  - Exposición Sucesos ilustrados de Abuelas de Plaza de Mayo, por Lucas Nine, Pablo Bernasconi, Martín Kovensky, Mirian Luchetto, Daniel Roldán y Mariano Lucano.
  - Serie Identidad, por Carlos Alonso, Nora Aslan, Mireya Baglietto, Remo Bianchedi, Diana Dowek, León Ferrari, Rosana Fuertes, Carlos Gorriarena, Adolfo Nigro, Luis Felipe Noé, Daniel Ontiveros, Juan Carlos Romero y Marcia Schvartz.

- Ballet
  - Guerra y el Ballet del Mercosur. Homenaje a las Abuelas.
  - Memoria, para que no suceda nunca más por la coreógrafa Argentina Melina Seldes

- Deporte
  - Deporte por la identidad, 2002.

- Monumentos
  - Jardín de las Madres y Abuelas de Plaza de Mayo en la ciudad de París (Francia).
  - Biblioteca del Colegio Nacional Rafael Hernández con el nombre de Abuelas de Plaza de Mayo, inaugurada el martes 21 de mayo de 2013